# Свифт (футбольный клуб)
«Свифт» (люкс. Swift Hesper) — люксембургский футбольный клуб из города Эсперанж, в настоящий момент выступает в Национальном дивизионе Люксембурга, высшем дивизионе страны. Клуб основан в 1916 году, домашние матчи проводит на стадионе «Альфонс Тис», вмещающем 3 058 зрителей.

## Основные даты в истории клуба
- 1916: Основание клуба под именем «Свифт» Эсперанж.
- 1940: Переименование клуба в результате немецкой оккупации в «Рот-Вайс» Эсперинген.
- 1944: Возврат клубу изначального имени «Свифт» Эсперанж.
- 1985: Дебют в высшем дивизионе чемпионата Люксембурга.
- 1990: Победа в кубке Люксембурга.
- 1990: Дебют в еврокубках.
- 2023: 1-е Чемпионство клуба в Национальном дивизионе (чемпионат Люксембурга).

## Достижения
- Национальный дивизион
  - Чемпион (1): 2022/23.
- Кубок Люксембурга по футболу
  - Обладатель (1): 1989/90.

## «Свифт» в еврокубках
Данные на 25 июня 2021 года
| Сезон   | Турнир           | Раунд | Соперник        | 1 матч | 2 матч |
| ------- | ---------------- | ----- | --------------- | ------ | ------ |
| 1990/91 | Кубок кубков     | 1Р    | «Легия» Варшава | 0 : 3  | 0 : 3  |
| 2021/22 | Лига конференций | 1Р    | «Домжале»       | 0 : 1  |        |

- Домашние игры выделены жирным шрифтом